# Monumento agli askari

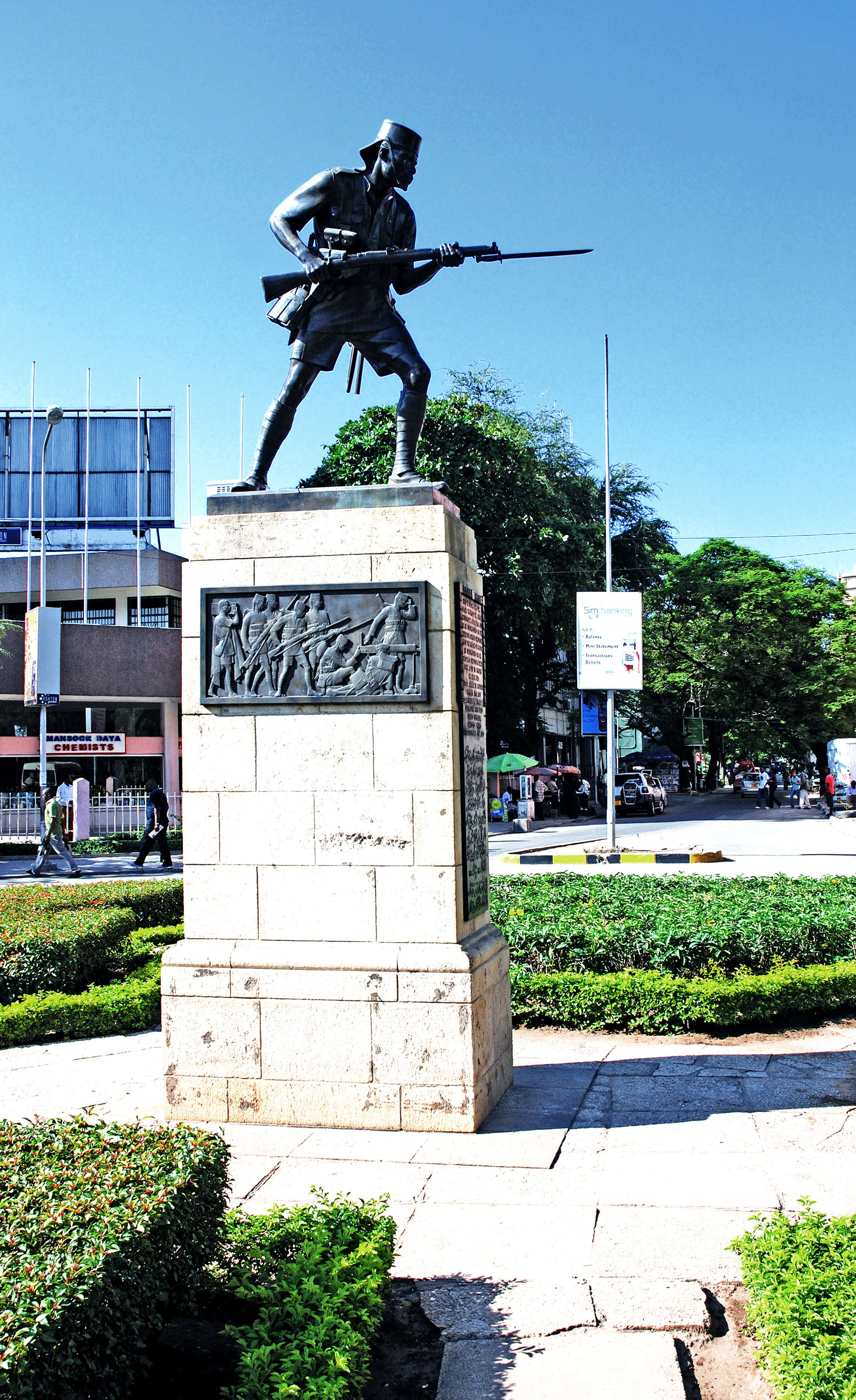
Il monumento agli askari

La scultura in bronzo del Monumento agli askari (in inglese Askari Monument) è una delle più note icone della città di Dar es Salaam. Si trova nel downtown (il centro storico e commerciale della città), nel distretto di Ilala, posizionata al centro della rotonda in cui confluiscono le due grandi vie di Samora Avenue e Maktaba Street.
La statua, inaugurata nel 1927, fu realizzata dallo scultore britannico James Alexander Stevenson dei Morris Bronze Founders di Westminster; Stevenson si firmò con lo pseudonimo di Myrander. Prima di essere portata a Dar dal Regno Unito, la statua fu esposta presso la Royal Academy, ricevendo l'elogio della critica. Rappresenta un askari della prima guerra mondiale, con il fucile con la baionetta puntato verso il porto di Dar. Il monumento fu eretto in memoria dei caduti africani che militarono nei Carrier Corps britannici durante la Grande Guerra. Nella base della statua è incisa una frase commemorativa di Rudyard Kipling, in inglese e swahili.
Quello di Dar appartiene a un gruppo di tre monumenti agli askari, tutti inaugurati nello stesso anno; gli altri due si trovano a Mombasa e a Nairobi.
Nel luogo dove oggi si trova il monumento agli askari sorgeva in passato la statua del maggiore Hermann Wissmann, esploratore e soldato tedesco che divenne amministratore dell'Africa Orientale Tedesca nel 1895. La statua, eretta nel 1911, rappresentava Wissmann eretto, una mano sul fianco e l'altra alla spada, lo sguardo diretto al porto; ai suoi piedi, un soldato africano che copriva con la bandiera tedesca il corpo sdraiato di un leone. Quando gli inglesi entrarono a Dar es Salaam alla fine della prima guerra mondiale (1916) demolirono la statua di Wissmann insieme ad altre due, che ritraevano Karl Peters e Otto von Bismarck.